# ジンツィッヒ
ジンツィッヒ (独: Sinzig)はドイツ連邦共和国 ラインラント＝プファルツ州アールヴァイラー郡にある連合自治体に属さない市。ライン川に沿っており、レマーゲンの南東約5km、ボンの南東約25kmに位置する。